# Citharexylum grandiflorum
Citharexylum grandiflorum là một loài thực vật có hoa trong họ Cỏ roi ngựa. Loài này được Aymard & Rueda mô tả khoa học đầu tiên năm 1997.